# مرگ در باغ
مرگ در باغ (انگلیسی: Death in the Garden) فیلمی در ژانر درام به کارگردانی لوئیس بونوئل است که در سال ۱۹۵۶ منتشر شد. از بازیگران آن می‌توان به سیمون سینیوره، چارلز وانل، میشل پیکولی و میشل ژیراردون اشاره کرد.

## خلاصه فیلم
"چارک" ماجراجویی است که به دهکده‌ای کوچک نزدیک جویندگان طلا می رود.او توسط پلیس محلی دستگیر می‌شود.پلیس او را متهم به اقدام به سرقت بانک در شهر همسایه می‌کند.او به همراه چند شخص دیگر به جنگل فرار می‌کنند و مبارزه برای زندگی خود را آغاز می‌کنند...

## بازیگران
- سیمون سینیوره در نقش ژین
- چارلز وانل در نقش کاستین
- ژرژ مارشال در نقش شارک
- میشل پیکولی در نقش پدر لیزاردی
- تیتو جونکو در نقش شنکو
- رائول رامیرز در نقش آلوارو
- لوئیس کاستاندا در نقش آلبرتو
- ژرژ مارتینز در نقش کاپیتان فررو
- مارک لمبرت در نقش معدنچی
- استفانی در نقش معدنچی
- میشل ژیراردون در نقش ماریا کاستین